# فرودگاه بلدوین
فرودگاه بلدوین (به انگلیسی: Baldwin Airport) یک فرودگاه همگانی است که یک باند فرود چمن دارد و طول باند آن ۷۵۰ متر است. این فرودگاه در کشور کانادا قرار دارد و در ارتفاع ۲۲۹ متری از سطح دریا واقع شده‌است.